# Geografia Nowej Kaledonii

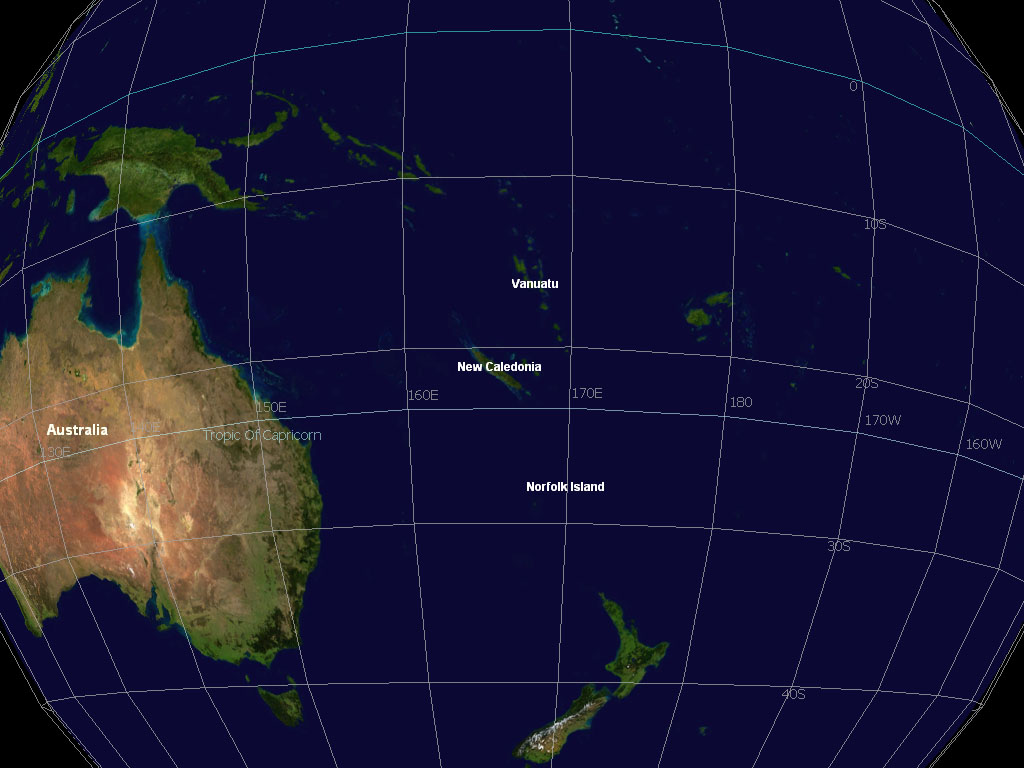
Położenie wyspy

Nowa Kaledonia jest terytorium zamorskim należącym do Francji. Główna wyspa, Nowa Kaledonia wraz należącymi do niej Wyspami Lojalności i innymi leżącymi w pobliżu wysepkami leży w południowo-zachodniej części Oceanu Spokojnego, około 1300 km na wschód od wybrzeży Australii. Nowa Kaledonia cechuje się górzystym krajobrazem i tropikalnym, łagodnym klimatem.

## Powierzchnia i rozmieszczenie wysp

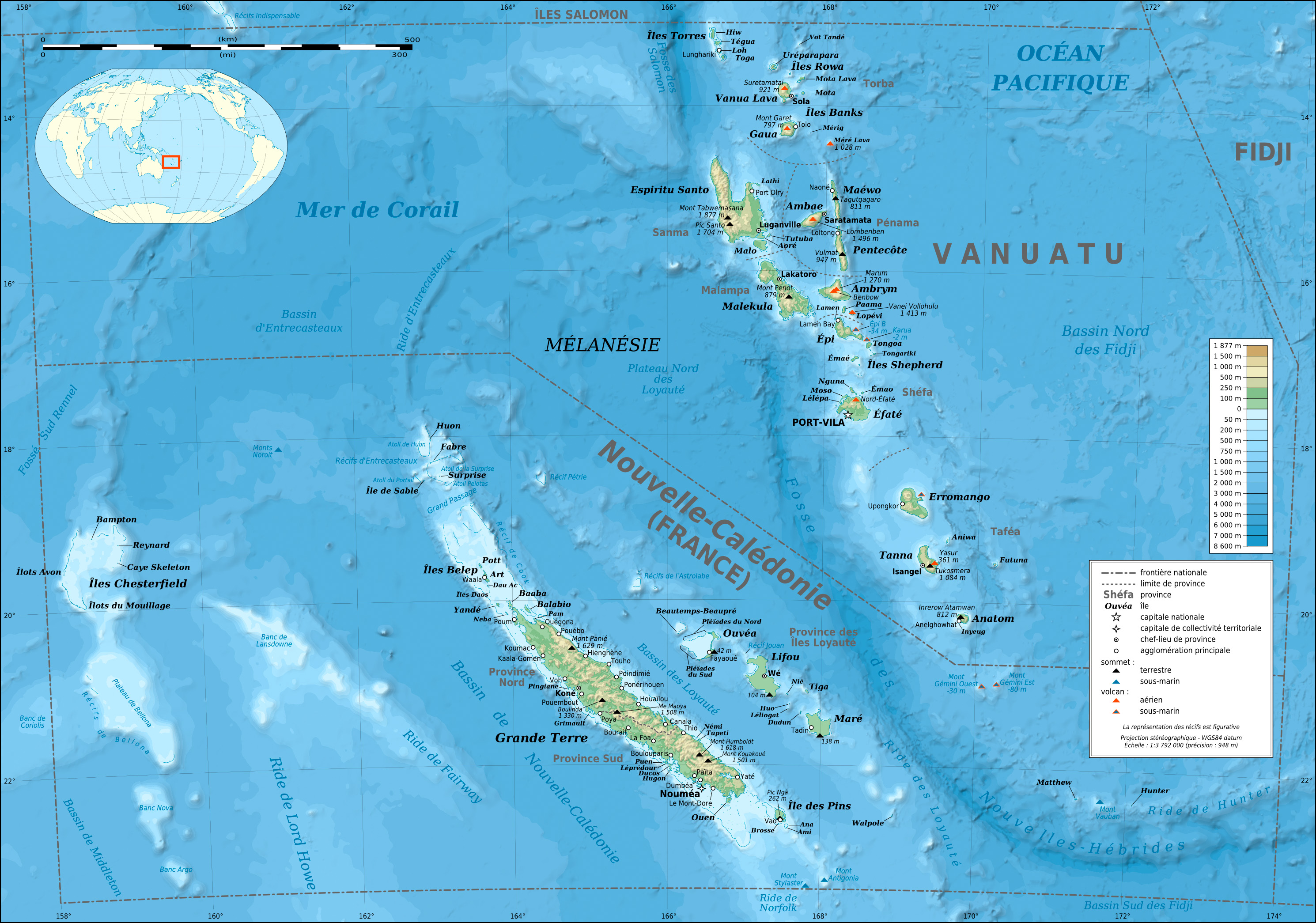
Mapa Nowej Kaledonii (w lewej części mapy, po prawej – Vanatu)

Główna wyspa, Nowa Kaledonia (Grande Terre), rozciąga się pomiędzy 22°28'S i 20°04'S, na długości 400 km, wyspa jest szeroka na około 50 km. Wyspy Lojalności rozciągają się pomiędzy 21°39'S a 20°26'S, na długości 220 km i szerokości 35-45 km. Reszta wysp, to przybrzeżne wyspy leżące u wybrzeży Nowej Kaledonii.

## Ukształtowanie poziome
Do Nowej Kaledonii zalicza się archipelag Wysp Lojalności leżących nieco ponad 100 km na wschód od głównej wyspy. Do wysp tych należą Lifou, Maré, Ouvéa i Tiga. Wokół Nowej Kaledonii znajduje się wiele małych wysp przybrzeżnych, jedną z większych jest leżąca na południe od Nowej Kaledonii wyspa Pins, gdzie obok niej leży wysepka Koutoumo. Na północ od Nowej Kaledonii ciągnie się archipelag koralowych wysepek i atoli, będących przedłużeniem geograficznym głównej wyspy. W skład archipelagu Grand Récif de Cook wchodzą Pott, Art, Surprise i najdalej na północ wysunięta Huon. Około 500 km w kierunku północno-zachodnim znajduje się odizolowany archipelag Wysp Chesterfield.
Linia brzegowa Nowej Kaledonii jest urozmaicona z licznymi zatokami i półwyspami, oraz wieloma wyspami przybrzeżnymi. Łączna długość linii brzegowej wynosi 2254 km. Podobne wybrzeża mają Wyspy Lojalności, na których także występują wysunięte w morze półwyspy i szerokie zatoki. Wybrzeże Nowej Kaledonii dzieli się na dwa główne typy: tam gdzie góry sąsiadują z wybrzeżem jest skaliste, miajscami górzyste (zbocza gór sięgają wybrzeża), liczne są przybrzeżne skały i wysepki; tam gdzie występują niziny nadbrzeżne jest niskie, w wielu miejscach występuje wybrzeże namorzynowe. Północno-wschodnie wybrzeże urozmaicają klify. Nową Kaledonię otaczają rafy koralowe. Pozostałe wyspy mają niskie, piaszczyste wybrzeże. Szczególnie wyspy należące do Grand Récif de Cook cechują się piaszczystym, rafowym brzegiem morskim.

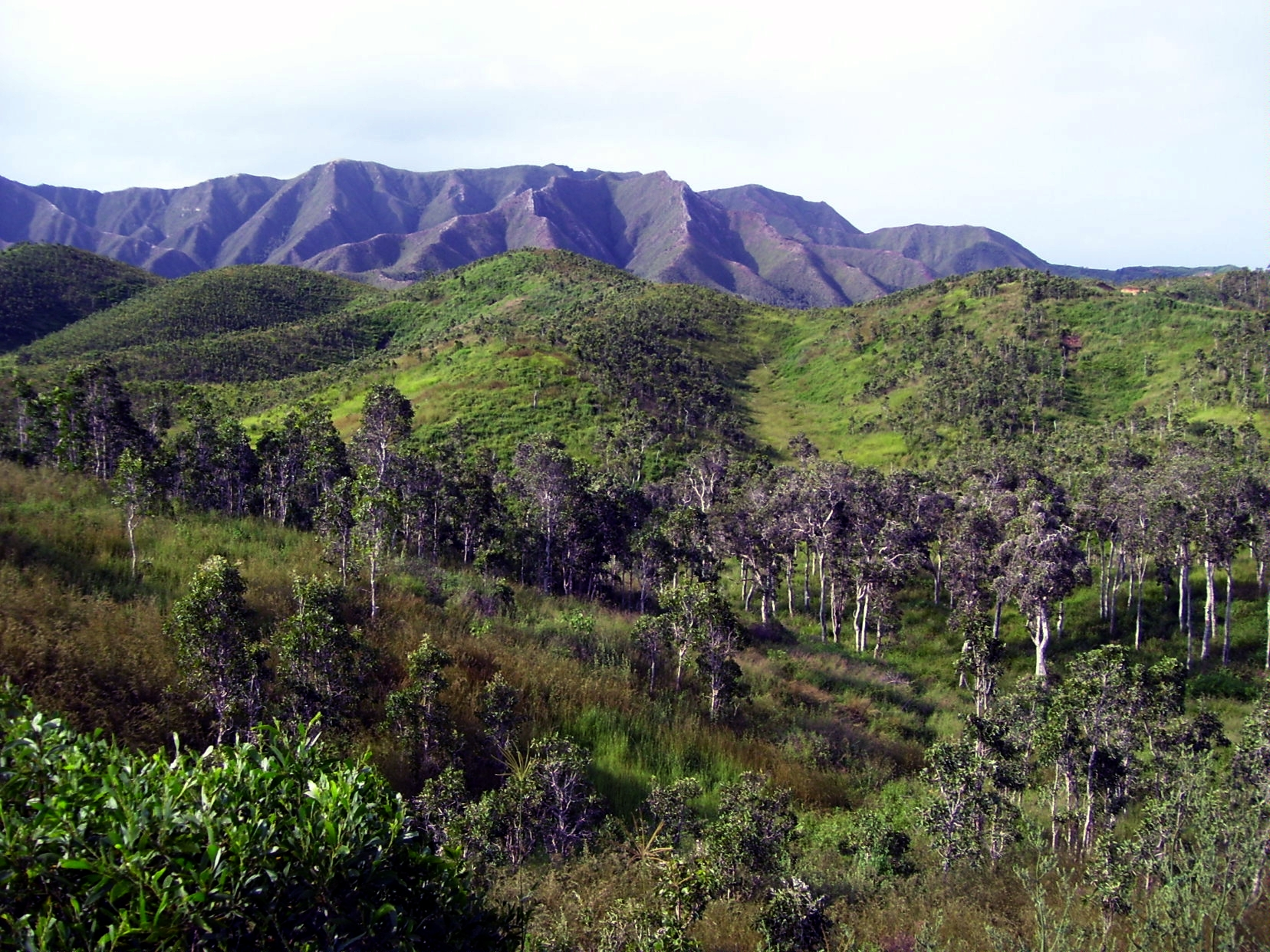
Sawanna w Nowej Kaledonii

## Budowa geologiczna i rzeźba
Nowa Kaledonia jest pochodzenia kontynentalnego – jest fragmentem Gondwany. Najpierw, 85 mln lat temu, oddzieliła się od Australii, a 65 mln od Nowej Zelandii. Archipelag wraz z trzonem Grande Terre, zbudowany jest ze skał krystalicznych i metamorficznych, a także koralowych. Skały te pochodzące z paleozoiku przykryte są mezozoicznymi utworami osadowymi wapieni i łupków. Skały te zostały silnie potrzaskane w czasie ruchów górotwórczych, także działalność wulkaniczna miała wpływ na współczesną rzeźbę terenu Nowej Kaledonii.
Nowa Kaledonia jest wyspą w większości górzystą, gdzie występują niskie góry o przeciętnej wysokości 800 m n.p.m. Obszary nisko położone ograniczają się do nabrzeżnych nizin i dolin górskich. W krajobrazie Nowej Kaledonii zaznaczają się liczne wzniesienia wulkaniczne. Najwyższy szczyt Mount Panié wznosi się na 1650 m n.p.m., a drugi co do wysokości Mount Humboldt ma 1634 m n.p.m. Krajobraz cechuje asymetria, stoki wschodnie są bardziej strome, co także odbija się na wybrzeżu, gdzie jak wyżej wspomniano występują klify. Zachodnie stoki gór są łagodne i przechodzą w obszary nizin nadbrzeżnych. W Nowej Kaledonii przeważają mało urodzajne gleby laterytowe.

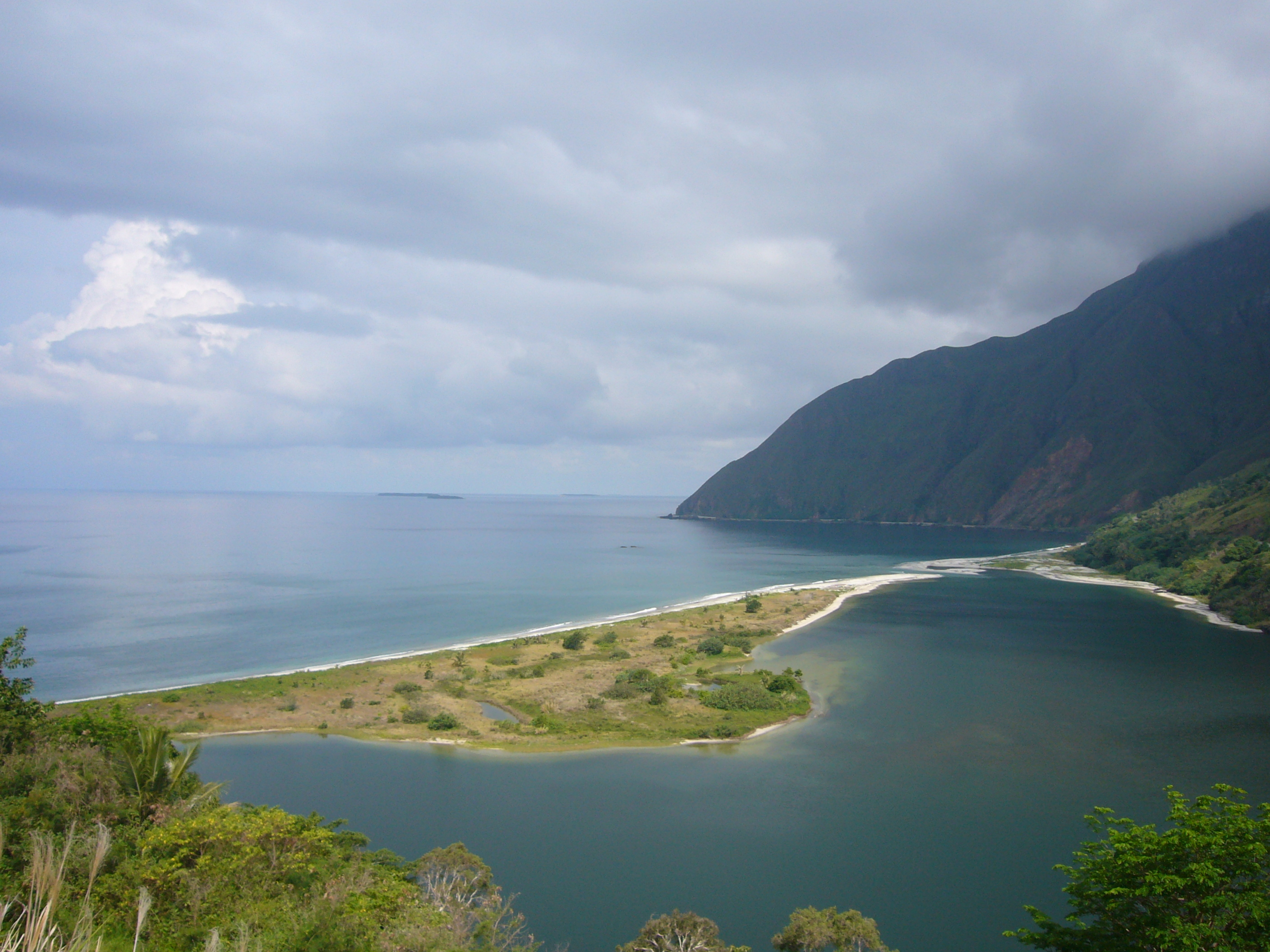
Wybrzeże Nowej Kaledonii

## Klimat
Nowa Kaledonia leży w strefie łagodnego podrównikowego klimatu, kształtowanego przez wiatry monsunowe. Temperatury są wysokie ale łagodne i wynoszą średnio 24 °C w skali rocznej. Średnie wartości w półroczu zimowym od kwietnia do listopada wynoszą 17-23 °C, latem od grudnia do marca temperatury wynoszą 26-29 °C, czasami sięgają 32 °C. Wysoko w górach temperatury są niższe średnio 4-5 °C. Występuje sezonowy rozkład opadów, gdzie pora sucha występują w półroczu zimowym i deszczowa w letnim. Opady są wysokie, najwyższe wartości od 2500 mm do nawet 4000 mm cechują tereny górskiego wnętrzna Nowej Kaledonii. Niskie opady występują w zachodniej części wyspy i wynoszą około 1200 mm. Wschodnia część wyspy to opady wynoszące około 2000 mm, a na Wyspach Lojalności około 1500 mm.

## Wody
Nowa Kaledonia cechuje się dość gęstą siecią krótkich rzek, mających przeważnie górski charakter. Wszystkie rzeki mają mniej niż 100 km, a jedynie Diahot ma 100 km długości. Rzeki płyną w układzie równoleżnikowym i spływają dolinami górskimi do Morza Koralowego. Tylko kilka rzek płynie w kierunku północnym lub południowym. Jest to spowodowane geomorfologicznym układem wyspy. Rzeki cechują się licznymi progami i wodospadami. Wody powierzchniowe małych wysp, przede wszystkim ciągnącego się na północy koralowego archipelagu są bardzo ubogie.

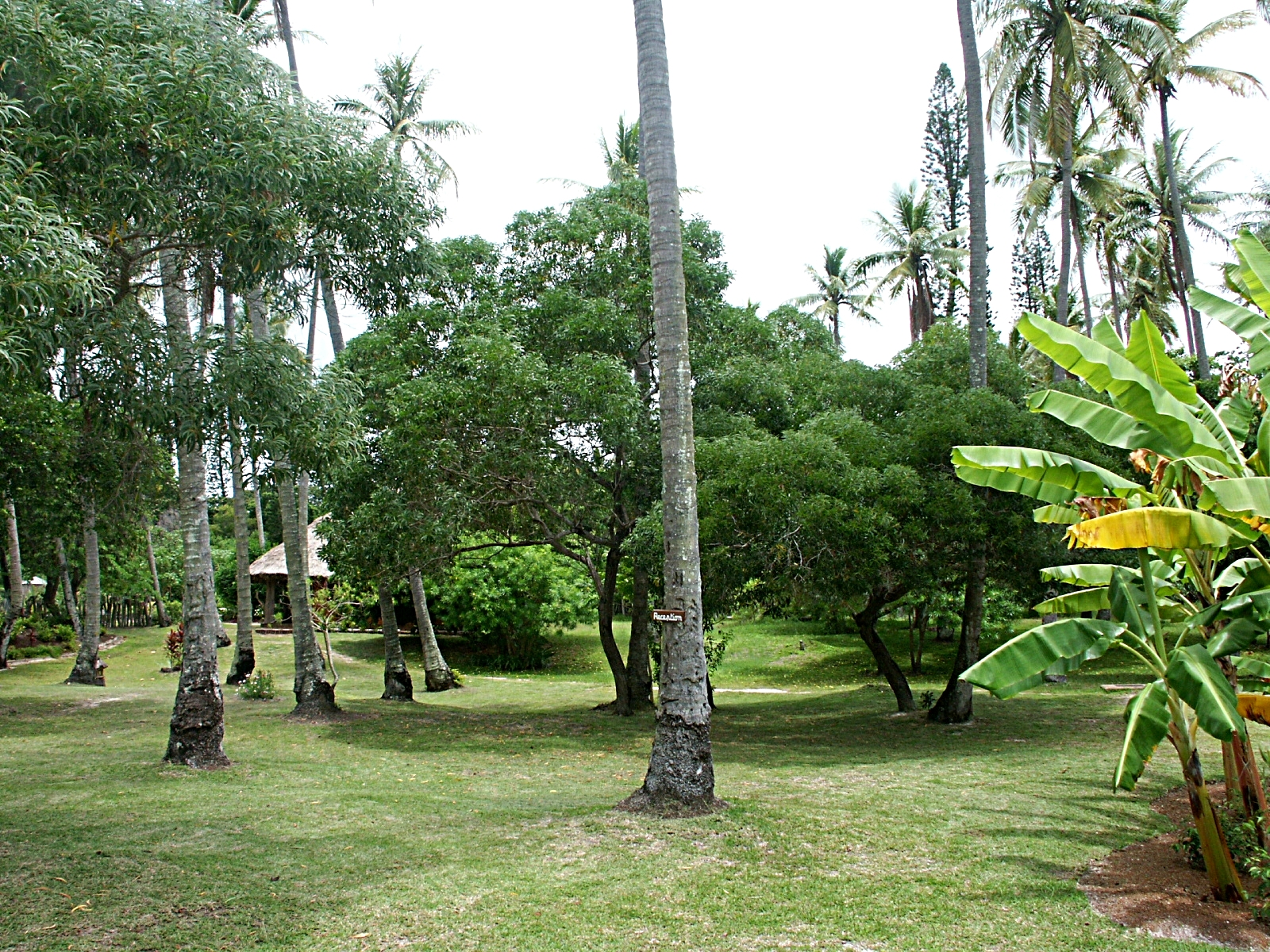
Subtropikalna roślinność Nowej Kaledonii

## Flora
Wyspa cechuje się występowaniem wielu gatunków endemicznych roślin. Przyczyną jest izolacja wyspy od innych obszarów Ziemi, na których powstały różne gatunki roślin i zwierząt. Wyspa stała się swoistą „arką Noego”, gdzie powstało wiele prymitywnych organizmów, głównie roślin jak np. araukaria. Spośród 3,3 tys. gatunków roślin ¾ jest endemiczne – a także 5 rodzin monotypowych, w tym amborellowate.
Wilgotne obszary Nowej Kaledonii porastają wiecznie zielone lasy zwrotnikowe. Na suchszych, zawietrznych obszarach wyspy rosną suche lasy eukaliptusowe, a także sawanny i ubogie w roślinność krzaczastą zarośla. Na koralowych wyspach charakterystyczne są palmy kokosowe. Wybrzeża Nowej Kaledonii miejscami porastają lasy namorzynowe, a w zamkniętych kotlinach górskich występuje podmokła roślinność bagienna.

## Fauna
Izolacja od gatunków powstających w innych rejonach świata, takich jak ssaki, spowodowała, że wyspa stała się „arką Noego” dla wielu różnorodnych, prymitywnych organizmów.
Przed przybyciem ludzi na wyspie żył m.in. ptak Sylviornis neocaledoniae o wysokości 1,7 m i wadze 30 kg. Obecnie żyją tu 23 endemiczne ptaki, w tym kagu będący jedynym gatunkiem w rodzinie Rhynochetidae. Z 70 gatunków gadów 62 są endemiczne. Zwierzęta te są zagrożone przez sprowadzone i zdziczałe szczury, koty, psy i świnie. Bogaty jest świat zwierząt morskich, mających doskonałe warunki do życia na rafach koralowych.